# 西海鹿島駅
西海鹿島駅（にしあしかじまえき）は、千葉県銚子市海鹿島町にある、銚子電気鉄道銚子電気鉄道線の駅である。駅番号はCD06。

## 歴史
周辺住民の要望により開業した駅であり、銚子電気鉄道線に限ると最も新しい駅である。

### 年表
- 1970年（昭和45年）3月1日：開業。
- 2009年（平成21年）12月：デハ2000形・クハ2500形運行対応のため、銚子方ホームを延長。

### 命名権に関して
根本商店が命名権（ネーミングライツ）を獲得、三つ星お米マイスター 根本商店を冠した愛称がついた。2019年（平成31年）3月より、こぬま歯科クリニックがネーミングライツを獲得、ウェルネス8020 こぬま歯科を冠した愛称となった。

## 駅構造
単式ホーム1面1線の地上駅。無人駅。清涼飲料の自動販売機あり。トイレはなし。
非常に小規模だが東屋的な待合室がある。

## 利用状況
1日平均乗車人員 30人（2019年度）
近年の一日平均乗車人員推移は下表の通り。
| 年度   | 一日平均 乗車人員 |
| ------ | ----------------- |
| 2007年 | 55                |
| 2008年 | 51                |
| 2009年 | 45                |
| 2010年 | 40                |
| 2011年 | 41                |
| 2012年 | 43                |
| 2013年 | 41                |
| 2014年 | 34                |
| 2015年 | 34                |
| 2016年 | 35                |
| 2017年 | 29                |
| 2018年 | 30                |
| 2019年 | 30                |

## 駅周辺
周辺は住宅地とキャベツ畑が点在する。
- 千葉県道244号外川港線
- 千葉県道254号銚子公園線
- 銚子市市民センター

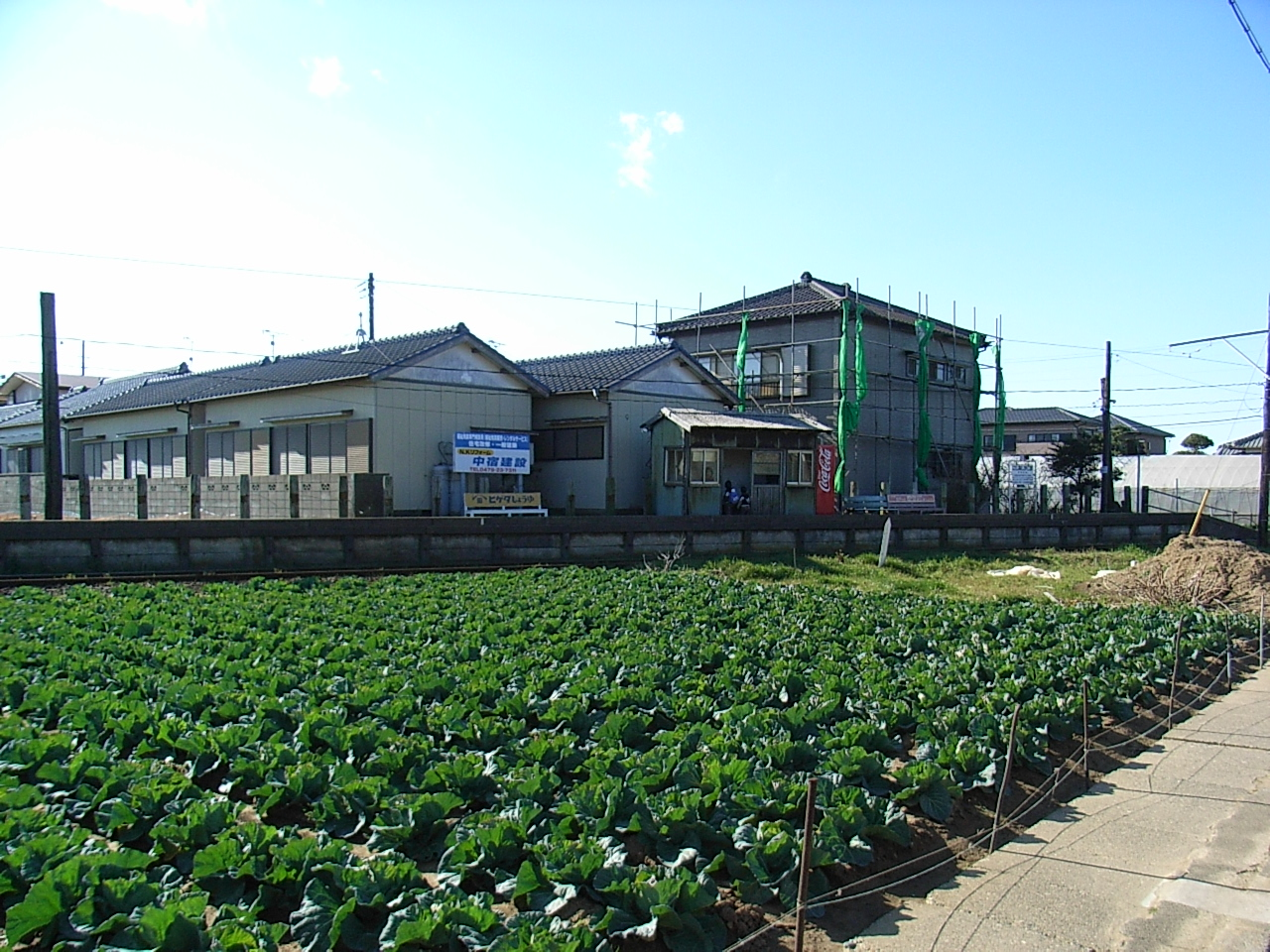
キャベツ畑と駅全景（2007年1月）

  - 駅より徒歩約5分。渡辺學と濱口陽三の美術作品の常設展示室が併設されている。
- ハーブガーデンポケット
  - 駅より徒歩約10分。ハーブを中心に沢山の花々で彩られる庭園。隣駅の笠上黒生駅からの方がやや遠いが、行きやすい。
- 一山 いけす
  - 駅より徒歩約12分。銚子名物活魚料理[17]。近隣にはとんび岩や美加保丸海難の碑などがある[18]。

## バス路線
| のりば   | 系統     | 主要経由地     | 行先   | 運行会社             | 備考 |
| -------- | -------- | -------------- | ------ | -------------------- | ---- |
| 西海鹿島 | 海鹿島線 | 海鹿島・黒生   | 銚子駅 | 京成タクシーイースト |      |
| 西海鹿島 | 海鹿島線 | 笠上駅・陣屋町 | 銚子駅 | 京成タクシーイースト |      |

## 隣の駅
銚子電気鉄道
■銚子電気鉄道線
笠上黒生駅（CD05） - 西海鹿島駅（CD06） - 海鹿島駅（CD07）